# Petar Stambolić
Petar Stambolić (srbsko Петар Стамболић), srbski politik in general, * 12. julij 1912, † 21. september 2007.

## Življenjepis
Stambolić, diplomant Kmetijsko-gozdarske fakultete v Beogradu, se je leta 1935 pridružil KPJ. Čez dve leti je postal član Univerzitetnega komiteja KPJ in naslednje leto član Oblastnega komiteja JLA za zahodno Srbijo. 
Med drugo svetovno vojno je bil na različnih partijsko-političnih položajih ter bil tudi poveljnik Glavnega štaba NOV in PO Srbije. 
Po vojni je bil minister v srbski in zvezni vladi, predsednik Izvršnega sveta Srbije, predsednik Narodne skupščine Srbije, predsednik Zvezne skupščine, predsednik Zveznega izvršnega sveta, član Sveta federacije, član Predsedništva SFRJ, predsednik CK ZKJ,...